# ボウリング・フォー・スープ
ボウリング・フォー・スープ（Bowling for Soup）は、アメリカ合衆国テキサス州にて結成されたポップ・パンク・バンドである。現在のメンバーは、ジャレット・リディック、ゲイリー・ワイズマン、ロブ・フェリセッティの3人。1994年に結成され、2000年にメジャー・デビュー。

## 略歴
1994年に、テキサス州にある小さな町、ウィチタフォールズにて結成。彼等が本格的に活動するようになったのは1997年。この頃からライブを頻繁に行うようになり、アメリカ・インディーズ・シーンを代表する「スカ/ポップ・パンクバンド」として、ファンベースを確実に増やしていった。同時期に、フル・アルバムを自主制作で2枚リリースしている。
1998年には、初期ドラマーだったランス・モリールがバンドを脱退したため、新メンバーにゲイリー・ワイズマンを迎え入れている。その後、インディーズ・レーベルのFFroeと契約を結び、同レーベルから3作目のスタジオ・アルバム『ロック・オン・オナラブル・ワンズ!!』をリリース。
1999年、初のEP『Tell Me When to Whoa!』をリリース。本作からのシングル「The Bitch Song」が地元のラジオ局で火が点き、結果的に販売累計が1万枚を突破するヒットを記録。すると、ジャイヴの目に留まることとなり、メジャー・レーベルとの契約を結ぶことに成功した。
2000年、ジャイヴからの最初のリリースとなるアルバム『レッツ・ドゥ・イット・フォー・ジョニー!!』が発売。
2002年、アルバム『ドランク・イナフ・トゥ・ダンス』をリリース。
2003年、アルバム『ドランク・イナフ・トゥ・ダンス』からのシングル「Girl All The Bad Guys Want」が大ヒット。同曲は、グラミー賞の「ベスト・ボーカル・パフォーマンス賞」にノミネートされた。
2004年、アルバム『ア・ハングオーヴァー・ユー・ドント・ディザーヴ』をリリース。同アルバムからシングル・カットされた「1985」が大ヒットを記録。彼らの代表曲と呼ばれるほどの人気曲になる。同曲のヒットも相まって、結果的に『ア・ハングオーヴァー・ユー・ドント・ディザーヴ』は、アメリカで50万枚以上を売り上げ、ゴールド・ディスクを獲得した。
2005年、コンピレーション・アルバム『ゴー・トゥ・ザ・ムービー』をリリース。テレビや映画で使用されたオリジナル曲及びカバー曲を収めたアルバムである。
2006年、アルバム『ブリトー強奪大事件』をリリース。

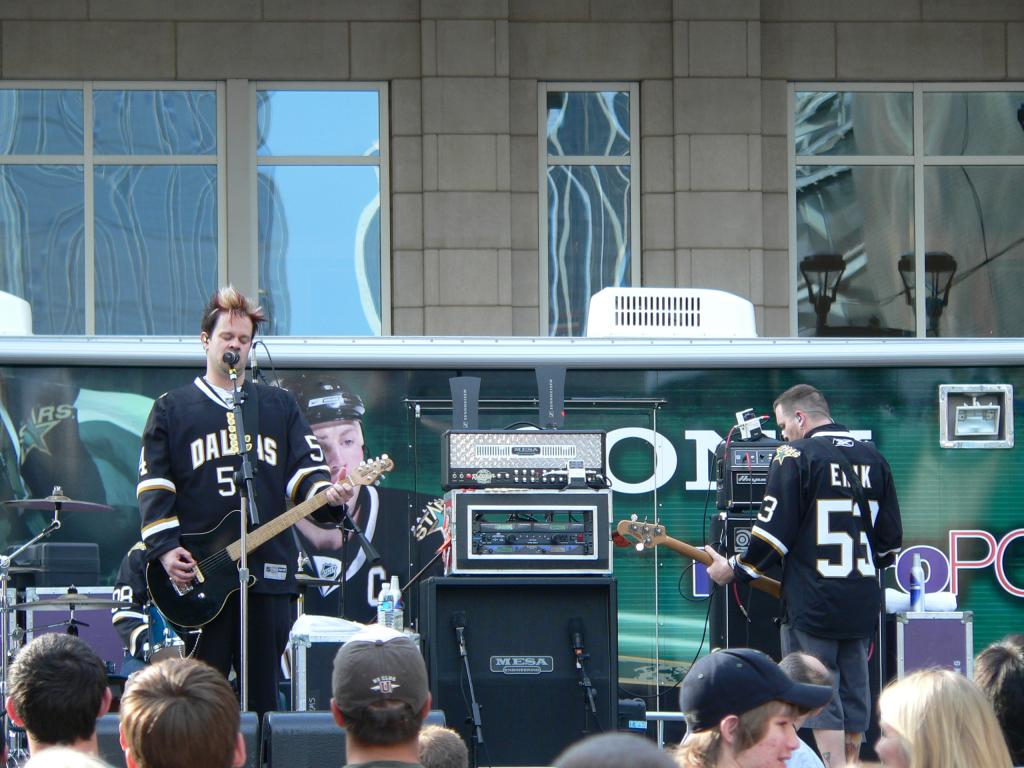
ボウリング・フォー・スープ（2008年）

2008年、セガのゲーム『ソニック ワールドアドベンチャー』の主題歌を担当。
2009年、アルバム『ソーリー・フォー・パーティン』を発売。本作はジャイヴからの6枚目にして最後のリリースとなった。
2011年、アルバム『フィッシング・フォー・ウーズ』をリリース。
2013年、アルバム『Lunch. Drunk. Love.』をリリース。全米142位、全英100位を記録。
2015年、新録ベスト・アルバム『Songs People Actually Liked – Volume 1 – The First 10 Years (1994–2003)』をリリース。
2016年、アルバム『Drunk Dynasty』をリリース。全米59位、全英33位を記録。
2019年、1月にエリック・チャンドラーが脱退。エリックの後続として、2012年頃よりボウリング・フォー・スープのツアーにサポートやゲストとして参加していた、バンド「Patent Pending」のベーシストであるロブ・フェリセッティが加入。
2025年1月、クリス・バーニーが健康上の懸念により引退することを発表。なお後任は置かないという。

## メンバー

### 現在のラインナップ
- ジャレット・リディック (Jaret Reddick) - ボーカル、ギター (1994年– )
- ゲイリー・ワイズマン (Gary Wiseman) - ドラム (1998年– )
- ロブ・フェリセッティ (Rob Felicetti) - ベース、バッキングボーカル (2019年– )

### 旧メンバー
- ランス・モリール (Lance Morril) - ドラム (1994年-1998年)
- エリック・チャンドラー (Erik Chandler) - ベース、バッキングボーカル (1994年-2019年)
- クリス・バーニー (Chris Burney) - ギター、バッキングボーカル (1994年-2025年)

## ディスコグラフィ

### スタジオ・アルバム
- Bowling for Soup (1994年、Que-so)
- Cell Mates (1996年、Que-so) ※The V.I.M.Sとのスプリット盤
- 『ロック・オン・オナラブル・ワンズ!!』 - Rock on Honorable Ones!! (1998年、FFROE)
- 『レッツ・ドゥ・イット・フォー・ジョニー!!』 - Let's Do It for Johnny!! (2000年、Jive/Silvertone/FFROE/Zomba)
- 『ドランク・イナフ・トゥ・ダンス』 - Drunk Enough to Dance (2002年、FFROE/Silvertone/Jive/Zomba)
- 『ア・ハングオーヴァー・ユー・ドント・ディザーヴ』 - A Hangover You Don't Deserve (2004年、FFROE/Jive/Zomba)
- 『ブリトー強奪大事件』 - The Great Burrito Extortion Case (2006年、Jive/Zomba)
- 『ソーリー・フォー・パーティン』 - Sorry for Partyin' (2009年、Jive/RCA)
- 『フィッシング・フォー・ウーズ』 - Fishin' for Woos (2011年、Que-so/Brando)
- Lunch. Drunk. Love. (2013年、Que-so/Brando)
- Drunk Dynasty (2016年、Que-so/Brando)
- 『POP DRUNK SNOT BREAD』 - Pop Drunk Snot Bread (2022年、Que-so/Brando)

### ライブ・アルバム
- Bowling for Soup: Live and Very Attractive (2008年、Jive/Zomba)
- Acoustic in a Freakin' English Church! (2016年、Jive/Zomba)
- Live from Brixton: Older, Fatter, Still the Greatest Ever! (2018年、Que-So/Brando)

### コンピレーション・アルバム
- 『ゴー・トゥ・ザ・ムービー』 - Bowling for Soup Goes to the Movies (2005年、FFROE/Jive/Zomba)
- Merry Flippin' Christmas Volume 1 (2009年、Crappy/Brando)
- Jaret & Erik 2010 UK Acoustic Tour Limited Edition CD (2010年)
- Playlist: The Very Best of Bowling for Soup (2011年、Legacy)
- 『グレイテスト・ヒッツ+フィッシング・フォー・ウーズ』 - Greatest Hits (2011年、Jive/Que-so/Brando)
- Merry Flippin' Christmas Volumes 1 and 2 (2011年、Brando)
- Bowling for Soup Presents One Big Happy! (2012年、Que-so/Brando) ※The Dollyrots、Patent Pendingとのスプリット盤
- Songs People Actually Liked – Volume 1 – The First 10 Years (1994–2003) (2014年) ※PledgeMusic pledgesで発売
- A Nice Night for an Evening, Vol. 1 (2019年、Que-so/Brando) ※Spotifyで発売
- Don't Mind If We Do (2023年、Que-so/Brando)
- Songs People Actually Liked - Volume 2 - The Next 6 Years (2004-2009) (2023年)

### EP
- Tell Me When to Whoa (1998年、FFROE)
- On Your Mark, Get Set...Smoke a Cigarette (2005年、Jive)
- My Wena EP (2009年、RCA/Jive)
- The Dollyrots vs. Bowling for Soup (2011年、Que-so/Brando)

### シングル
- "Scope" (1998年)
- "The Bitch Song" (2000年)
- "Girl All the Bad Guys Want" (2002年)
- "Emily" (2002年)
- "Punk Rock 101" (2003年)
- "1985" (2004年)
- "Almost" (2005年)
- "Ohio (Come Back to Texas)" (2005年)
- "I Melt with You" (2006年)
- "High School Never Ends" (2006年)
- "When We Die" (2007年)
- "I'm Gay" (2007年)
- "My Wena" (2009年)
- "S-S-S-Saturday" (2011年)
- "Turbulence" (2011年)
- "Circle" (2013年)
- "Catalyst" (2018年)
- "Alexa Bliss" (2020年)
- "Getting Old Sucks (But Everybody's Doing It)" (2021年)

### 映像作品
- 『ライブ・アンド・ベリー・アトラクティブ』 - Bowling for Soup: Live and Very Attractive (2008年、Jive/Zomba)
- Live from Brixton: Older, Fatter, Still the Greatest Ever! (2018年、Brando/Que-So)

## 出演作品

### 映画
- 『ウェス・クレイヴン's カースド』 (2005年) - 本人役